# Adrian Józef Galbas
Adrian Józef Galbas, S.A.C. (Bytom, 26 de janeiro de 1968) é um prelado polonês da Igreja Católica, desde 2024 é o arcebispo de Varsóvia.

## Biografia
Em 1987 foi admitido no noviciado da Sociedade do Apostolado Católico (Palotinos), fazendo seus primeiros votos em 29 de setembro de 1989. Mais tarde, ele estudou filosofia e teologia católica no seminário maior dessa sociedade em Ołtarzew Galba, fazendo sua profissão perpétua em 10 de setembro de 1993 em Zakopane. Foi ordenado padre em 7 de maio de 1994, na Igreja de Nossa Senhora Rainha dos Apóstolos de Ożarow Mazowiecki, pelo núncio apostólico no país, Jozef Kowalczyk.
Adrian Józef Galbas era então vigário paroquial na paróquia de São Arcanjo Miguel em Łódź, antes de prosseguir os seus estudos na Universidade Católica de Lublin em 1995, onde se licenciou em teologia pastoral em 1997. De 1998 a 2002, Galbas foi prefeito do Seminário Palotino de Ołtarzew. Em 2002 tornou-se Conselheiro Provincial da Província Palotina de Posen e Secretário do Provincial. Além disso, Adrian Józef Galbas foi pároco da paróquia de St. Laurentius em Poznan de 2003 a 2011 e confessor no seminário de Poznan e no seminário dos Ressurreicionistas. Desde 2011 Galbas era Provincial da Ordem, Província de Poznan. Foi em 2012 na Universidade Cardeal Stefan Wyszyński, em Varsóvia, para um doutorado em teologia no tema doutorado em espiritualidade.
Em 12 de dezembro de 2019 nomeado pelo Papa Francisco como bispo auxiliar de Elk. Foi consagrado como bispo titular de Naissus em 11 de janeiro de 2020 na Catedral de Santo Adalberto em Ełk, por Jerzy Mazur, S.V.D., bispo de Ełk, coadjuvado pelo núncio apostólico na Polônia, Dom Salvatore Pennacchio e pelo arcebispo de Warmia, Józef Górzyński.
Em 4 de dezembro de 2021, o Papa Francisco o nomeou arcebispo coadjutor de Katowice. Sucedeu como arcebispo metropolitano em 31 de maio de 2023, após a renúncia de Wiktor Paweł Skworc.
Em 4 de novembro de 2024, o Papa Francisco transferiu-o para a sede metropolitana de Varsóvia. Fez sua entrada solene em 14 de dezembro seguinte.